# Lena Klefelt
Lena Klefelt, född 1943, är en svensk författare. Hon har även medverkat i radioprogrammet På Håret.

## Priser och utmärkelser
- Expressens Heffaklump 1994[2]